# Дрюль
Дрюль (фр. Drulhe, окс. Drulha) — коммуна во Франции, находится в регионе Окситания. Департамент — Аверон. Входит в состав кантона Монбазан. Округ коммуны — Вильфранш-де-Руэрг.
Код INSEE коммуны — 12091.
Коммуна расположена приблизительно в 490 км к югу от Парижа, в 110 км северо-восточнее Тулузы, в 38 км к западу от Родеза.

## Население
Население коммуны на 2008 год составляло 401 человек.
| 1962 | 1968 | 1975 | 1982 | 1990 | 1999 | 2008 |
| ---- | ---- | ---- | ---- | ---- | ---- | ---- |
| 570  | 518  | 468  | 432  | 395  | 417  | 401  |

## Экономика

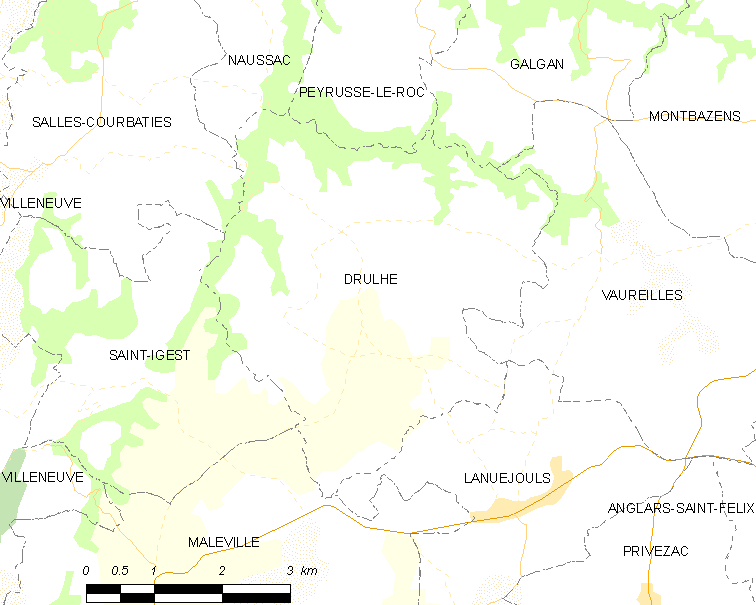
Карта коммуны

В 2007 году среди 233 человек в трудоспособном возрасте (15—64 лет) 175 были экономически активными, 58 — неактивными (показатель активности — 75,1 %, в 1999 году было 69,4 %). Из 175 активных работали 162 человека (88 мужчин и 74 женщины), безработных было 13 (5 мужчин и 8 женщин). Среди 58 неактивных 13 человек были учениками или студентами, 31 — пенсионерами, 14 были неактивными по другим причинам.

## Достопримечательности
- Церковь Нотр-Дам (XIII век)